# Reteporella abyssinica
Reteporella abyssinica is een mosdiertjessoort uit de familie van de Phidoloporidae. De wetenschappelijke naam van de soort is voor het eerst geldig gepubliceerd in 1909 door Waters.